# Francisco Reyes Marizan
Francisco Miguel Reyes Marizán (* 28. März 2006 in Santiago de los Caballeros) ist ein dominikanisch-niederländischer Fußballspieler.

## Karriere

### Verein
Nach seiner Zeit in der Jugend von Zeeburgia wechselte er im Sommer 2021 in die Jugend des FC Volendam. Hier durchlief er auch die weiteren U-Mannschaften und ist seit der Saison 2023/24 in der U21 aktiv. In der Saison 2022/23 kam er in der Tweede Divisie zu einigen Einsätzen. Am 3. September 2023 hatte er sein Debüt in der Eredivisie, als er bei einer 0:2-Niederlage gegen Twente Enschede in der 70. Minute für Déron Payne eingewechselt wurde.

### Nationalmannschaft
Mit der dominikanischen U17 nahm er unter anderem an der CONCACAF U-17-Meisterschaft 2023 teil. 